# Sicco Kuiper
Sicco W. Kuiper (Magetan, 8 januari 1937 – Den Haag, 26 oktober 2010) is een Nederlands voormalig voetballer die uitkwam voor Heerenveense Boys, Heerenveen en NOAD. Hij speelde als aanvaller. In zijn periode bij NOAD heeft hij geen enkel officieel duel gespeeld. Voor het seizoen begon werd er na een wedstrijd geconstateerd dat zijn knie kapot was. Na zeven operaties werd hij afgekeurd als voetballer.

## Carrièrestatistieken
| Seizoen         | Club            | Land            | Competitie       | Competitie | Competitie | Beker | Beker | Internationaal | Internationaal | Overig | Overig | Totaal | Totaal |
| Seizoen         | Club            | Land            | Competitie       | Wed.       | Dlp.       | Wed.  | Dlp.  | Wed.           | Dlp.           | Wed.   | Dlp.   | Wed.   | Dlp.   |
| --------------- | --------------- | --------------- | ---------------- | ---------- | ---------- | ----- | ----- | -------------- | -------------- | ------ | ------ | ------ | ------ |
| 1960/61         | Heerenveen      | Nederland       | Eerste divisie B | –          | –          | –     | 1     | 0              | 0              | –      | –      | –      | –      |
| 1961/62         | Heerenveen      | Nederland       | Eerste divisie B | –          | –          | –     | 0     | 0              | 0              | –      | –      | –      | –      |
| 1962/63         | Heerenveen      | Nederland       | Tweede divisie A | –          | 3          | –     | 0     | 0              | 0              | –      | –      | –      | 3      |
| 1963/64         | Heerenveen      | Nederland       | Tweede divisie A | –          | 9          | –     | 0     | 0              | 0              | –      | –      | –      | –      |
| 1964/65         | Heerenveen      | Nederland       | Tweede divisie A | –          | 0          | –     | 0     | 0              | 0              | –      | –      | –      | –      |
| 1965/66         | NOAD            | Nederland       | Tweede divisie B | 0          | 0          | 0     | 0     | 0              | 0              | 0      | 0      | 0      | 0      |
| Carrière totaal | Carrière totaal | Carrière totaal | Carrière totaal  | –          | –          | –     | 1     | 0              | 0              | –      | –      | –      | 1      |